# 鱗珪石
鱗珪石（りんけいせき、英: tridymite、トリディマイト）は、二酸化ケイ素 (SiO2) の結晶多形の一つで、石英の高温結晶形。鱗石英（りんせきえい）とも呼ばれる。1868年にメキシコのイダルゴで最初に記録された。tridymite の名は、通常三連の双晶になっていることから、三つ子を意味するギリシア語の Tridymos に由来する。

## 産出地
火山岩の空隙中に産する。

## 性質・特徴
870から1,470℃で安定。通常、微小な白色か無色の疑六方または三斜晶として、火山岩の内部または薄片として観察できる。
モース硬度：6.5 - 7。比重：2.28 - 2.33。